# 赫羅佐韋 (扎波羅熱州)
47°28′16″N 35°26′26″E / 47.47111°N 35.44056°E
赫羅佐韋（烏克蘭語：Грозове）是位於烏克蘭東南部的村莊，由扎波羅熱州瓦西里夫卡區的瓦西里夫卡市鎮負責管轄。該村始建於1945年，面積6.56平方公里，海拔高度74米，2001年人口147，人口密度每平方公里22.4人。